# 시키역 (사이타마현)
시키역(일본어: 志木駅)은 일본 사이타마현 니자시에 있는 철도역이다.
니자 시, 시키시, 아사카시에 둘러싼 곳에 위치한다.

## 타는 곳
| 1·2 | ■ 도조 본선 | 후지미노·가와고에·사카도·신린코엔·오가와마치 방면                                                                                                |
| 3·4 | ■ 도조 본선 | 아사카다이·와코 시·나리마스·가미이타바시·이케부쿠로 방면 ○ 지하철 유라쿠초 선 나가타초·신키바 방면 ○ 지하철 후쿠토신 선 신주쿠 3초메·시부야 방면 |

## 역사
- 1914년 5월 1일: 영업을 개시함.
- 1929년 10월 1일: 전철화됨.
- 1937년 5월 5일: 이케부쿠로 방면이 복선화됨.
- 1954년 11월 1일: 미즈호다이 신호장 방면이 복선화됨.
- 1960년 4월: 남쪽 출입구를 신설함.
- 1970년 3월 1일:
  - 이케부쿠로 방면에 이전함.
  - 역사가 입체화됨.
- 1987년 8월 25일: 와코 시 방면이 복복선화됨.

## 사진

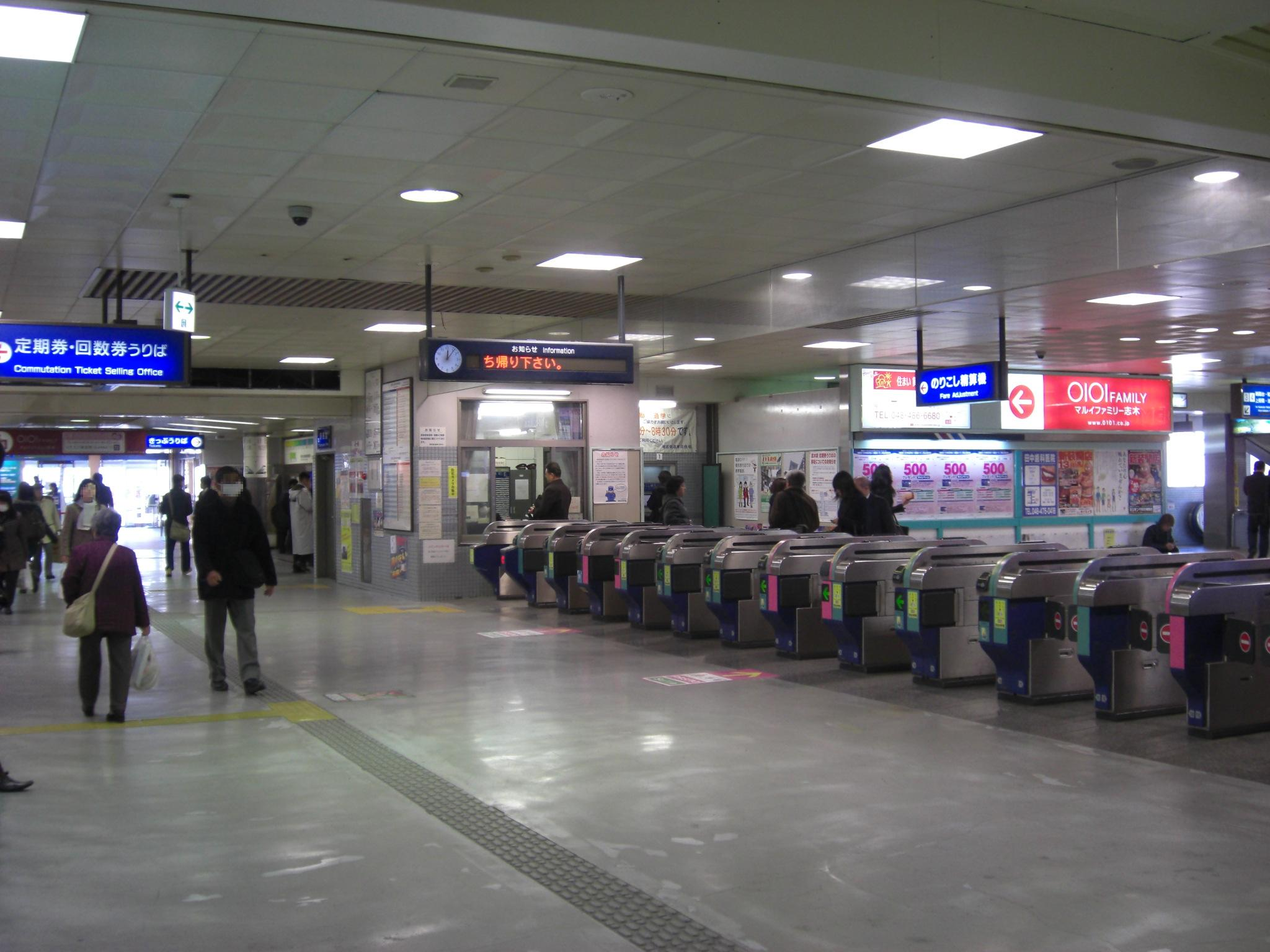
개찰 모습(2009년 2월 12일)
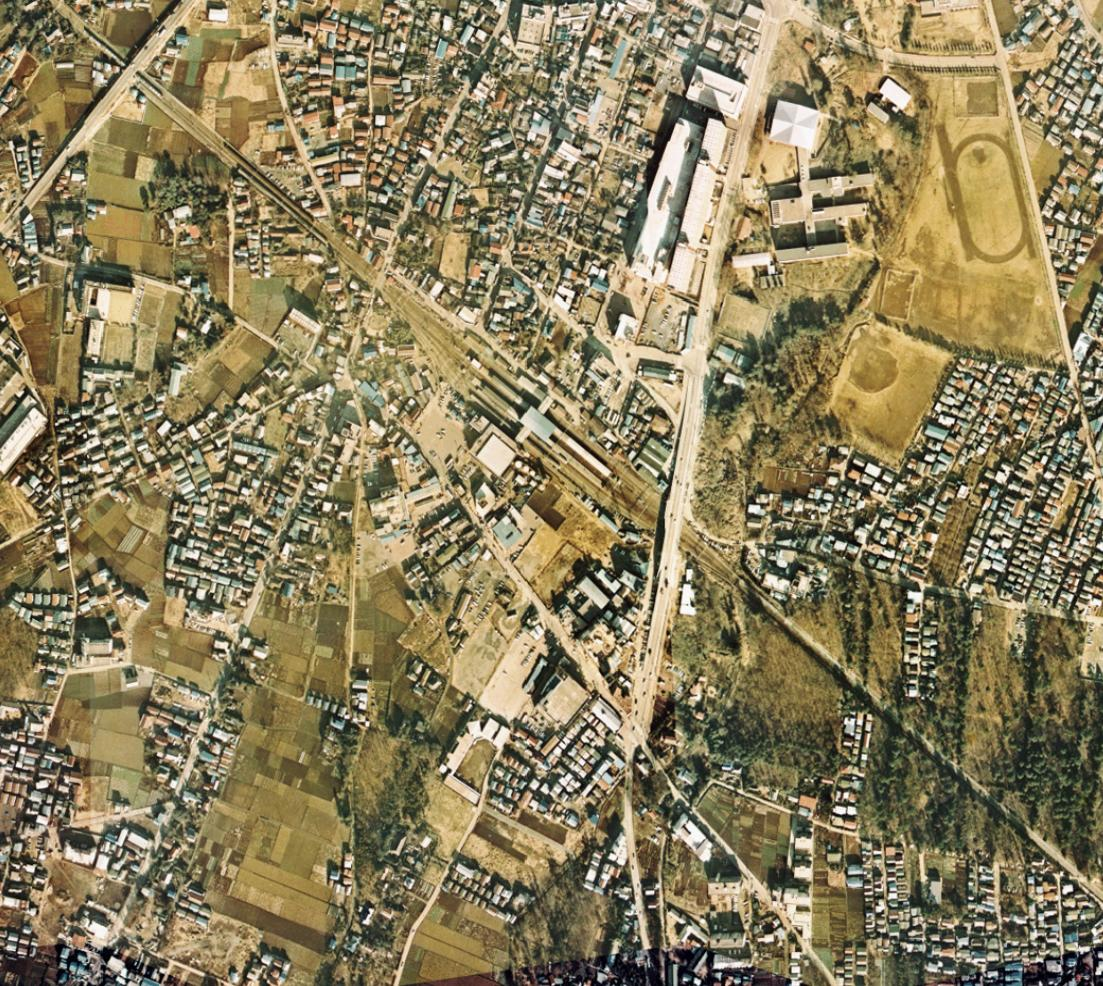
우주에서 바라본 시키 역 모습(1974년, 일본 국토교통성이 제공함.)

## 인접역
| 도부 철도 ■ 도조 본선      | 도부 철도 ■ 도조 본선      | 도부 철도 ■ 도조 본선      |
| -------------------------- | -------------------------- | -------------------------- |
| 무정차통과                 | ■ TJ 라이너                | 무정차통과                 |
| 와코시 이케부쿠로 방면     | ■ 쾌속급행                 | 가와고에 오가와마치 방면   |
| 아사카다이 이케부쿠로 방면 | ■ 급행                     | 후지미노 오가와마치 방면   |
| 와코 시 이케부쿠로 방면    | ■ 통근급행 (상행만 운행됨) | 야나세가와 오가와마치 방면 |
| 아사카다이 이케부쿠로 방면 | ■ 준급 ■ 보통              | 야나세가와 오가와마치 방면 |